# Abraxas varleyata
Abraxas varleyata är en fjärilsart som beskrevs av Porritt 1883. Abraxas varleyata ingår i släktet Abraxas och familjen mätare. Inga underarter finns listade i Catalogue of Life.